# Невіс-Пік
Невіс-Пік (англ. Nevis Peak) — сплячий стратовулкан, найвища точка острова Невіс (985 м.).

## Розташування

Мапа адміністратино-територіального поділу Невісу

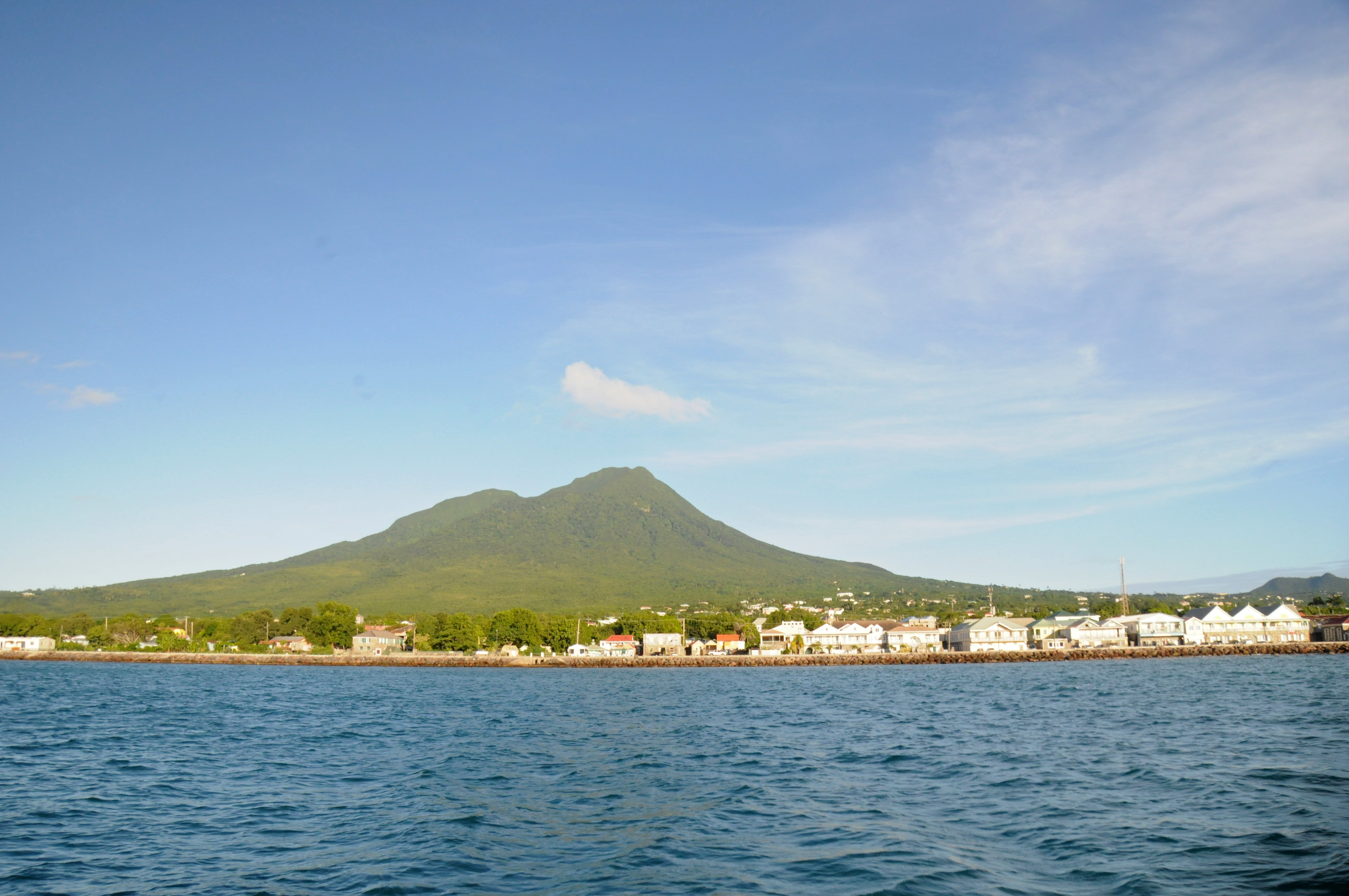

Вулкан розташований у самому центрі острова і є його творцем. Останнє виверження вулкана було в доісторичні часи, перше виверження відбулося близько 100 тис. років тому.
На схилах вулкану є фумарольні виходи та термальні джерела (найбільш пізні з'явилися в 1953 році та залишаються активними), що свідчить про слабку вулканічної активності. Внутрішній кратер розташовується на кордоні західного схилу більш раннього кратера. Невеликий вулканічний купол знаходиться всередині кратера, ще чотири — на схилах, найбільші Саддл-Гілл та Гаррікейн-Гілл.
Вершина Невіс-Пік є точкою, де «зустрічаються» п'ять парафій (адміністратино-територіальних одиниць) Невісу.

## Флора та фауна
На крутих частинах схилу Невіс-Пік вести сільське господарство неможливо, тому, хоча кожен клаптик доступною землі на острові й використовується для вирощування цукрового очерету, все ж велика частина флори та фауни острова залишається первозданної.
У середній частині вулкан покритий сельвою, а на вершині знаходиться хмарний ліс. У лісах мешкає земляний голуб, а також численні інтродуковані в минулому зелені мавпи. Рослинний світ включає п'ять різних видів деревних папоротей (серед яких геліконія) та кілька видів дрібних диких орхідей.
На гору можливо зійти пішки і, якщо вулкан не закритий хмарами, помилуватися на Атлантичний океан, Карибське море та розташовані поруч острова Малої Антильской дуги.